# Мар'янівська сільська рада (Ширяївський район)
Мар'я́нівська сільська́ ра́да — колишня адміністративно-територіальна одиниця та орган місцевого самоврядування в Ширяївському районі Одеської області. Адміністративний центр — село Мар'янівка.

## Загальні відомості
- Територія ради: 75,793 км²
- Населення ради: 1 334 особи (станом на 2001 рік)
- Територією ради протікає річка Великий Куяльник

## Населені пункти
Сільській раді підпорядковані населені пункти:
- с. Мар'янівка
- с. Суха Журівка

## Населення
Згідно з переписом УРСР 1989 року чисельність наявного населення села становила 1412 осіб, з яких 625 чоловіків та 787 жінок.
За переписом населення України 2001 року в селі мешкало 1335 осіб.

### Мова
Розподіл населення за рідною мовою за даними перепису 2001 року:
| Мова       | Відсоток |
| ---------- | -------- |
| українська | 90,03 %  |
| молдовська | 6,30 %   |
| російська  | 3,15 %   |
| вірменська | 0,15 %   |
| болгарська | 0,07 %   |
| румунська  | 0,07 %   |
| інші       | 0,23 %   |

## Склад ради
Рада складалася з 16 депутатів та голови.
- Голова ради: Сауленко Володимир Олександрович
- Секретар ради: Житнюк Микола Іванович

### Керівний склад попередніх скликань
| Прізвище, ім'я, по батькові      | Основні відомості                                                         | Дата обрання | Дата звільнення |
| -------------------------------- | ------------------------------------------------------------------------- | ------------ | --------------- |
| Мужило Ірина Сергіївна           | Сільський голова, 1966 року народження, член Народної партії              | 26.03.2006   | 01.05.2007      |
| Сауленко Володимир Олександрович | Сільський голова, 1953 року народження, освіта вища, безпартійний         | 09.09.2007   | 31.10.2010      |
| Сауленко Володимир Олександрович | Сільський голова, 1953 року народження, освіта вища, член Партії регіонів | 31.10.2010   |                 |

Примітка: таблиця складена за даними сайту Верховної Ради України

### Депутати
За результатами місцевих виборів 2010 року депутатами ради стали:

#### За суб'єктами висування
| Суб'єкт висування                                       | Кількість обраних депутатів | %    |
| ------------------------------------------------------- | --------------------------- | ---- |
| Партія регіонів                                         | 11                          | 68,8 |
| Самовисування                                           | 2                           | 12,5 |
| Народна партія                                          | 1                           | 6,3  |
| Політична партія Всеукраїнське об'єднання «Батьківщина» | 1                           | 6,3  |
| Соціалістична партія України                            | 1                           | 6,3  |

#### За округами
| № округу                                                | Прізвище, ім'я, по батькові      | Дата визнання обраним | Освіта  | Партійна приналежність | Відомості про обраного депутата                  |
| ------------------------------------------------------- | -------------------------------- | --------------------- | ------- | ---------------------- | ------------------------------------------------ |
| Народна Партія                                          |                                  |                       |         |                        |                                                  |
| 4                                                       | Богдан Олександр Володимирович   | 31.10.2010            | вища    | позапартійний          | РДА, головний спеціаліст                         |
| Партія регіонів                                         |                                  |                       |         |                        |                                                  |
| 1                                                       | Панченко Катерина Михайлівна     | 31.10.2010            | середня | позапартійна           | Марянівська сільська рада, головний бухгалтер    |
| 2                                                       | Тегза Олександр Степанович       | 31.10.2010            | вища    | позапартійний          | церква, батюшка                                  |
| 3                                                       | Щавінська Юлія Олександрівна     | 31.10.2010            | вища    | позапартійна           | Марянівський будинок культури, художній керівник |
| 6                                                       | Махненко Олександр Анатолійович  | 31.10.2010            | вища    | позапартійний          | ДСП «Сонечко», кочегар                           |
| 8                                                       | Костянова Ірина Миколаївна       | 31.10.2010            | середня | позапартійна           | сільська бібліотека, бібліотекар                 |
| 9                                                       | Писарогло Тетяна Олексіївна      | 31.10.2010            | середня | позапартійна           | ДСП «Сонечко», вихователь                        |
| 10                                                      | Григоращенко Ольга Олександрівна | 31.10.2010            | середня | позапартійна           | фельдшерсько-акушерський пункт, завідувачка      |
| 12                                                      | Новицька Тамара Григорівна       | 31.10.2010            | середня | позапартійна           | приватний підприємець «Горбатюк», продавець      |
| 13                                                      | Ротар Валерій Леонідович         | 31.10.2010            | середня | позапартійний          | селянське господарство, голова                   |
| 14                                                      | Тітомер Олександр Євгенович      | 31.10.2010            | середня | позапартійний          | пункт ветмедицини, фельдшер                      |
| 15                                                      | Тран Іван Миколайович            | 31.10.2010            | середня | позапартійний          | сільськогосподарське товариство, різноробочий    |
| Політична партія Всеукраїнське об'єднання «Батьківщина» |                                  |                       |         |                        |                                                  |
| 16                                                      | Іваненко Геннадій Анатолійович   | 31.10.2010            | вища    | позапартійний          | «Укртелеком», начальник дільниці                 |
| Соціалістична партія України                            |                                  |                       |         |                        |                                                  |
| 5                                                       | Житнюк Микола Іванович           | 31.10.2010            | вища    | позапартійний          | Марянівська сільська рада, секретар              |
| Самовисування                                           |                                  |                       |         |                        |                                                  |
| 7                                                       | Попіль Михайло Михайлович        | 31.10.2010            | середня | позапартійний          | тимчасово не працює                              |
| 11                                                      | Альохін Віталій Павлович         | 31.10.2010            | середня | позапартійний          | тимчасово не працює                              |